# Francesco Branciforte, duca di Santa Lucia
Francesco Branciforti, duca di Santa Lucia (1625 ca. – 1684), è stato un nobile, politico e militare italiano del XVII secolo.

## Biografia
Nacque presumibilmente intorno al 1625, da Niccolò Placido, I principe di Leonforte, e dalla di lui consorte la nobildonna Caterina Branciforte Barresi dei principi di Butera, di cui era figlio secondogenito. Milite dell'Ordine di San Giacomo della Spada, nel 1651 ebbe donati dal padre il Ducato di Santa Lucia e la baronia di Cassibile, di cui si reinvestì il 16 settembre 1666 per il passaggio della corona a Carlo II di Spagna.
Fu capitano di giustizia a Palermo nel 1661, governatore del Monte di Pietà nel 1662, pretore della città nel 1667-68, e in questa veste partecipò come capo del braccio demaniale al Parlamento siciliano del 1668. Ricoprì ancora la carica di pretore di Palermo nel 1675-76, in un periodo particolarmente critico, che si intrecciava con la contemporanea rivolta di Messina (1674-78), che aveva provocato l'intervento militare francese in Sicilia e innescato una guerra con la Spagna. Da pretore della capitale siciliana, represse duramente le rivolte popolari contro la Corona spagnola e contro l'Arcivescovo.
Morì nel 1684.

### Matrimoni e discendenza
Il duca Francesco Branciforte sposò la nobildonna Caterina del Carretto Branciforte, figlia di Girolamo, I conte di Racalmuto, da cui ebbe i figli Dorotea e Niccolò Placido.